# Lokomotiva U 57.0
Lokomotiva U 57.0 je úzkorozchodná parní lokomotiva na přehřátou páru s vlečným tendrem vyrobená podnikem Škoda pro Jugoslávské železnice. Celkem bylo vyrobeno 6 těchto lokomotiv (typ 60Lo) s čísly 1932 až 1937. Třínápravové tendry, jež nesly tovární označení typ 31Tr, pak dostaly čísla 1075–1080.

## Historie
Všech šest lokomotiv bylo uvedeno do provozu v dubnu 1949. Sloužily zejména v nákladní dopravě. V provozu se udržely až do roku 1970/1971, kdy byly nahrazeny čtyřnápravovými motorovými lokomotivami JDŽ 740 a 740-1 s elektrickým vytápěním. Poslední „štokry“ dosloužily v roce 1976. 
Do dnešních dnů se z této řady dochovaly pouze 3 stroje. Ostatní tři byly poškozeny válkou a později sešrotovány. 

## Osoblažská úzkokolejka
V roce 2007 proběhla úspěšná jednání s představenstvem rakouského Spolku přátel Murtalbahn Club 760 o zapůjčení jejich lokomotivy U 57.0 společnosti Slezské zemské dráhy. Od května roku 2009 zajišťuje tato lokomotiva společně s parní lokomotivou U 46.002 sezónní provoz na úzkorozchodné dráze z Třemešné ve Slezsku do Osoblahy.